# Éufrates
El Éufrates (en arameo: ܦܪܬ, Frath; en griego: Ευφράτης; en árabe: الفرات‎, Al-Furat; en turco: Fırat) es un gran río de Asia Occidental, el más occidental de los dos grandes ríos que definen Mesopotamia, junto con el Tigris.
Nace en Turquía, fluye por las montañas de Anatolia hacia Siria y posteriormente a Irak. El río confluye con el Tigris para formar el Shatt al-Arab, que luego desemboca en el golfo Pérsico. Tiene una longitud de 2780 km. En la Biblia es conocido como «el río»; es el río que atravesaba Babilonia y el cuarto río del Edén (Génesis 2ː10-14).
Su caudal no es abundante en relación con el tamaño de su cuenca, ya que discurre por zonas áridas y desérticas donde se da un importante aprovechamiento hídrico, con multitud de presas en su curso, sobre todo en Turquía, y la irrigación en Mesopotamia que tiene más de 5000 años de historia. Esta escasez de agua en el Oriente Medio deja a Irak con el temor permanente de que Siria y Turquía vayan a utilizar la mayor parte del agua antes de que llegue a ellos. El caudal medio es de 830 m³/s cuando entra en Siria, pero varía entre los 300 m³/s del periodo de estiaje y los 5200 m³/s en sus máximos fluviales que causan inundaciones.

## Etimología
Los nombres modernos del Éufrates pueden haber derivado por etimología popular desde sus nombres sumerio y acadio, Buranun y Pu-rat-tu respectivamente. El primero aparece ya en una inscripción del s. XXII a. C.[cita requerida] asociado con el rey Gudea.
Etimológicamente, el nombre de «Éufrates» es la forma griega del nombre original, Phrat, que significa «fertilización» o «fructífero». Por otra parte, la segunda mitad de la palabra «Éufrates» puede derivar también tanto del persa Ferat como del griego φέρω (pronunciado [fero]), significando ambos «llevar» o «presentar».
También el Avestan hu-pərəθwa «bueno para cruzar», ha sido propuesto como etimología del Éufrates. Deriva del proto-indoeuropeo (pIE) *su- «bueno» (un cognado del sánscrito su-, griego eu-) + *per- «pasar por encima» (un cognado del inglés ferry y ford). Sin embargo, esto puede a su vez haber sido derivado por etimología popular de los nombres sumerio y acadio.
| Idioma         | Nombre del Éufrates |
| Acadio         | Pu-rat-tu           |
| Árabigo        | الفرات Al-Furāt     |
| Arameo         | ܦܪܵܬ Prāṯ, ܦ̮ܪܘܿܬ Froṯ |
| Armenio        | Եփրատ Yeṗrat        |
| Antiguo griego | Ευφράτης Euphrátēs  |
| Hebreo         | פרת Prat            |
| Kurdo          | فره ات Firat, Ferat |
| Persa          | فرات Forat          |
| Sumerio        | 𒌓𒄒𒉣 Buranun         |
| Turco          | Fırat               |
| Urdu           | فرات, Furat         |

## Historia
El Éufrates proveyó el agua que dio lugar al primer florecimiento de la civilización en Sumeria, que data de alrededor del IV milenio antes de Cristo. Muchas antiguas ciudades importantes se encontraban en, o cerca de la orilla del río, incluida Mari, Sippar, Nippur, Shuruppak, Uruk, Ur y Eridu.
El valle del río fue el corazón de imperios posteriores, como el de Babilonia y el de Asiria. Durante varios siglos, el río fue el límite oriental del control efectivo que realizaron tanto los egipcios como los romanos y que les separaba de las regiones occidentales del Imperio persa.
También la batalla de Kerbala se produjo en el año 680 a orillas del río Éufrates, donde el imán Husáin ibn Ali —junto con su familia y amigos— fue asesinado.

## Geografía
El Éufrates surge de la confluencia del río Murat o Murat Su (450 km) y el río Kara Su (650 km). El Murat Su nace a unos 70 km al noreste del lago de Van, a medio camino entre dicho lago y el monte Ararat, en tanto que el Kara Su nace a unos 30 km al noreste de Erzurum, en las montañas Kargapazari. Los cursos del Kara Su y del Murat Nehri corren bastante paralelos en dirección oeste hasta que se unen cerca de la ciudad de Keban. Ese punto de confluencia da lugar formalmente al nacimiento del Éufrates.
La longitud del Éufrates desde la confluencia de ambos ríos hasta su desembocadura en el río Shatt al-Arab se estima en 2289 km. El río fluye a través de tres países, Turquía, Siria e Irak. La longitud del Éufrates turco es de aproximadamente 526 km mientras que las partes siria e iraquí del río se estiman en 604 km y 1159 km, respectivamente.
| País | Longitud (km)      | Superficie (km²) | Proporción | Contribución al caudal |
| --- | ------------------ | ---------------- | ---------- | ---------------------- |
| Turquía | 526                | 124 320          | 28 %       | 88 o 98,6 % (*)        |
| Siria | 675                | 75 480           | 17 %       | 12 o 1,4 % (*)         |
| Irak | 1200               | 177 600          | 40 %       | 0 %                    |
| Arabia Saudita | aguas subterráneas | 66 600           | 15 %       | 0 %                    |
| Estas estimaciones varían dependiendo de las fuentes y criterios de evaluación. (*)La diferencia depende de la inclusión o exclusión de los afluentes Sajour, Balij y Jabur de la cuota turca, ya que en realidad tienen su origen en Turquía. Fuentes: Habib Ayeb, «L'eau au Proche-Orient», pag. 29, y Marwa Daoudy, «Le partage des eaux entre la Syrie, l'Irak et la Turquie», pág. 63. |                    |                  |            |                        |

### Turquía
En su curso superior, el Éufrates discurre entre cañones empinados, desfiladeros y quebradas. El río entra en Siria por el antiguo lugar de Carquemis, que se encuentra exactamente en la frontera sirio-turca.

### Siria
El Éufrates entra en Siria cerca de la antigua Carquemis en la frontera sirio-turca y deja el territorio sirio cerca de la moderna ciudad de Abu Kemal (66 589 hab. en 2008). El río fluye generalmente en dirección sureste. El Éufrates sirio tiene tres afluentes: el río Sajur, que le aborda al noreste de la moderna Manbij (74 575 hab. en 2009); el río Balij, cerca de la ciudad de Ar-Raqqah (191 784 hab. en 2008), la capital de la gobernatura homónima; y el río Khabur, de 486 km de longitud, aguas arriba de Deir ez-Zor (239 196 hab. en 2004), la capital de la gobernación de Dayr az-Zawr. El Éufrates ha creado un amplio y profundo valle, con excepción de la estrecha brecha cerca Halabiyeh.

### Irak

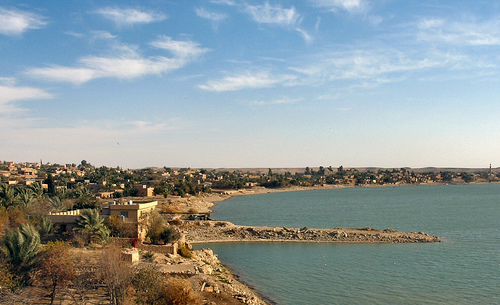
Una ciudad iraquí atravesada por el río Éufrates.

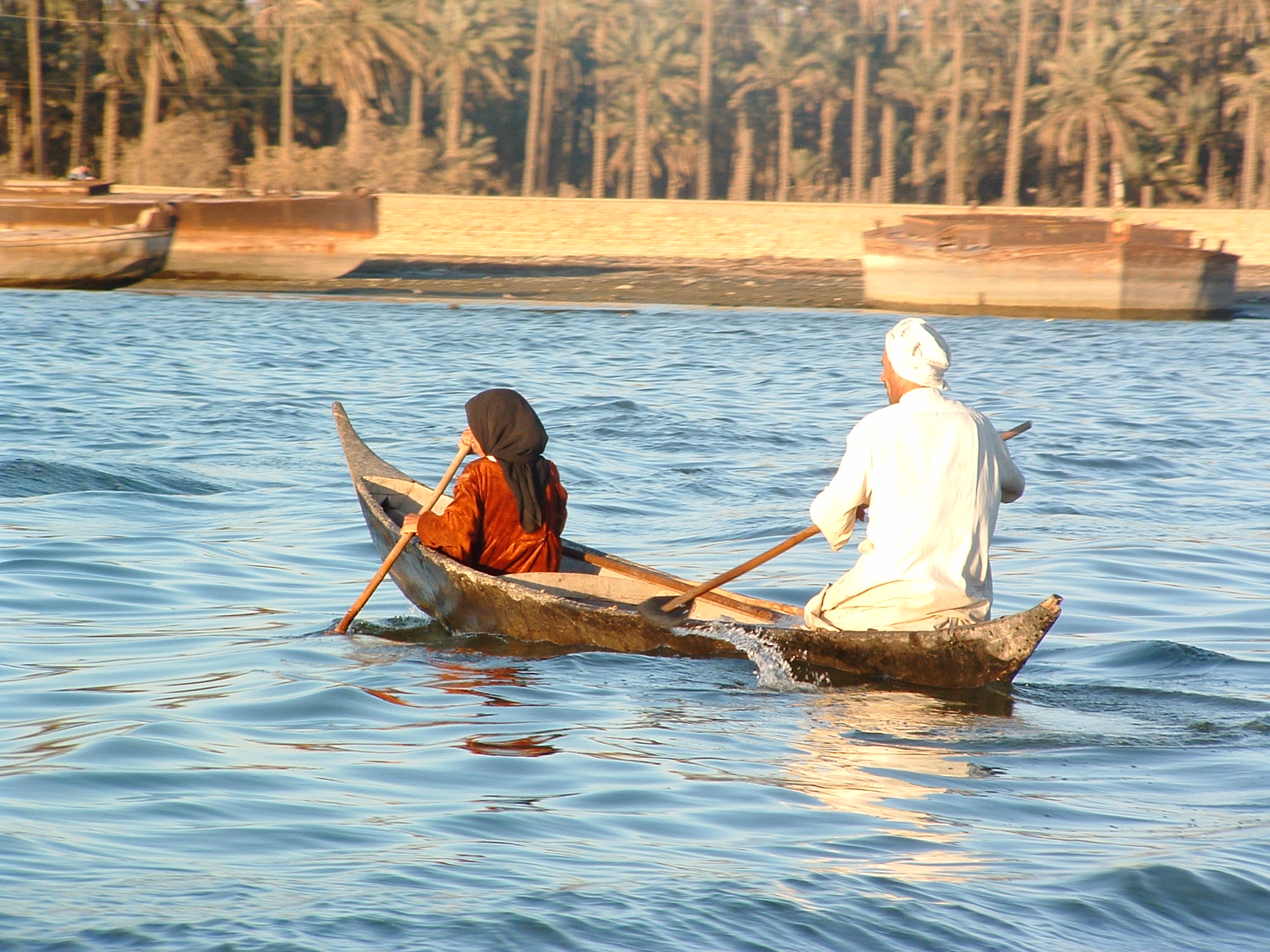
Barca navegando en el Shatt al-Arab, formado por la confluencia del Éufrates y el Tigris

Al norte de Basora, en el sur de Irak, el río se funde con el Tigris para formar el Shatt al-Arab, que desemboca en el golfo Pérsico. Según Plinio y otros historiadores antiguos, el Éufrates originalmente tenía su desembocadura en el mar separada de la del Tigris. Algunos piensan que el limo depositado por los dos ríos habría desarrollado la región del delta en la cabeza del golfo Pérsico y que la costa original se extendería mucho más al norte, tal vez llegando hasta la antigua ciudad de Ur de los caldeos.
El río se divide en muchos canales en Basora, formando un extenso pantano, pero dichos pantanos fueron drenados en gran medida por el gobierno de Saddam Hussein en la década de 1990, como un medio para expulsar a los rebeldes árabes de los pantanos. Desde la invasión de Irak de 2003, la política de drenaje se ha invertido, pero queda por ver si los pantanos se recuperarán.
El Éufrates es navegable solo por embarcaciones muy poco profundas, que pueden llegar hasta la ciudad iraquí de Hit, situada 1930 km aguas arriba y tan solo 60 m s. n. m. (metros sobre el nivel del mar). Por encima de Hit, sin embargo, los bajíos y los rápidos hacen innavegable el río comercialmente. Su inundación anual, causada por el derretimiento de la nieve en las montañas del noreste de Turquía, ha sido parcialmente controlada por la construcción de nuevas presas y embalses en las partes más altas. Un canal de 885 km enlaza el Éufrates con el Tigris sirviendo como ruta para barcazas fluviales.[cita requerida]

## Hidrografía
El caudal del Éufrates ha sido observado durante 43 años (entre 1924 y 1972) en Hit, una localidad iraquí situada a unos 150 km al oeste-noroeste de Bagdad. Es en Hit donde el caudal del río es mayor; de hecho aguas abajo, las muchas obras realizadas para la irrigación recogen grandes cantidades de agua de los ríos, lo que reduce su caudal gradualmente. Además, ningún afluente importante contribuye con su aportación aguas abajo.
En Hit, el caudal anual promedio o módulo observado en este período fue 937 m³/s para una superficie drenada de 264 100 km².
La lámina de agua de escorrentía que fluye en esta parte de la cuenca, con mucho la más importante en términos de caudal (casi el 100 % del caudal total del río), alcanzó la cifra de 112 mm por año.
| Caudal medio mensual del Éufrates en la estación hidrológica hidrométrica de Hit (Datos calculados en 43 años, entre 1924 y 1972, en m³/s) |
| |

## Gestión de las aguas
Al igual que con el Tigris, existe una gran controversia sobre los derechos y el uso del río. El «Proyecto del Sudeste de Anatolia», en Turquía, implicaba la construcción de 22 presas y 19 centrales eléctricas para el año 2005, que se construirían enteramente en la región etnogeográfica, no oficial, del Kurdistán Turco, siendo el proyecto de desarrollo más grande jamás llevado a cabo por Turquía. La primera de las presas se completó en 1990, pero las protestas realizadas por distintos grupos opositores y residentes, además de los ataques del PKK, han frenado el proyecto y causado importantes retrasos . El Sudeste de Turquía aún está luchando económicamente, añadiendo leña al descontento expresado por parte de la minoría kurda de concentrarse en ella. Las autoridades turcas esperan que el proyecto impulsara económicamente la región, pero los críticos, nacionales y extranjeros, cuestionan sus beneficios, así como destacan los costos sociales y ambientales del proyecto, que ha sumergido aldeas pobladas, tierras de cultivo y sitios arqueológicos no excavados cuyo potencial cultural y significación histórica no ha sido determinada.
En Siria, la presa de Tabqa (terminada en 1973 y, a veces conocida simplemente como la presa del Éufrates) creó un embalse —el lago Assad, de 610 km²— que se utiliza para regar tierras destinadas al cultivo del algodón. Siria ha represado sus dos afluentes y está en proceso de construcción de otra presa. Irak tiene siete embalses en funcionamiento, pero el control de agua perdió prioridad durante el régimen de Saddam Hussein. Desde el colapso del partido Ba'ath iraquí en 2003, el uso del agua ha adquirido de nuevo protagonismo. La escasez de agua en Oriente Medio deja a Irak con el temor constante de que Siria y Turquía utilizaran la mayor parte del agua antes de que llegue a Irak. Además, el riego en el sur de Irak deja poca agua para unirse al Tigris en el Shatt-al-Arab. El potencial para la guerra de estas aguas es tema de mucha diplomacia.

### Obras hidráulicas

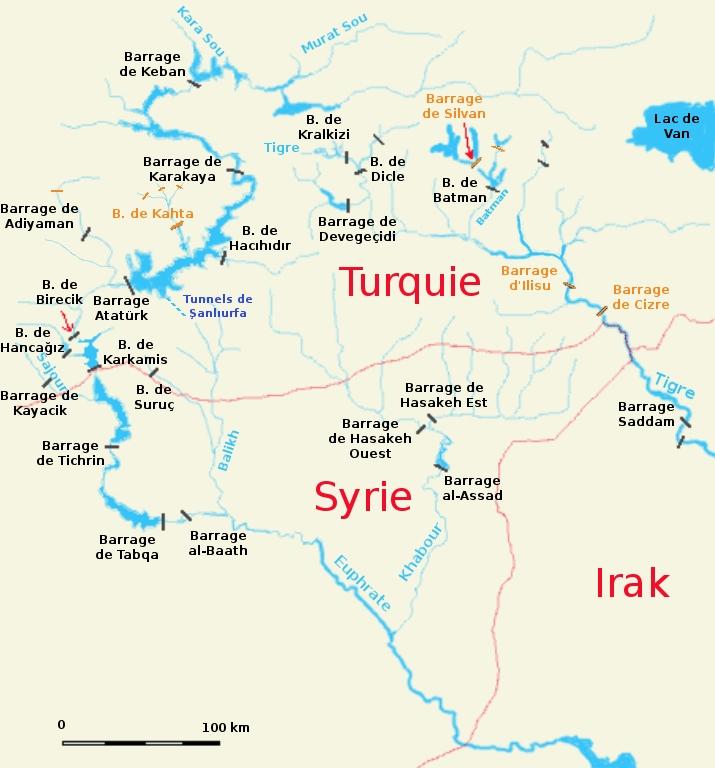
Obras hidráulicas en la cuenca alta del Tigris-Éufrates.

#### Obras localizadas en Turquía

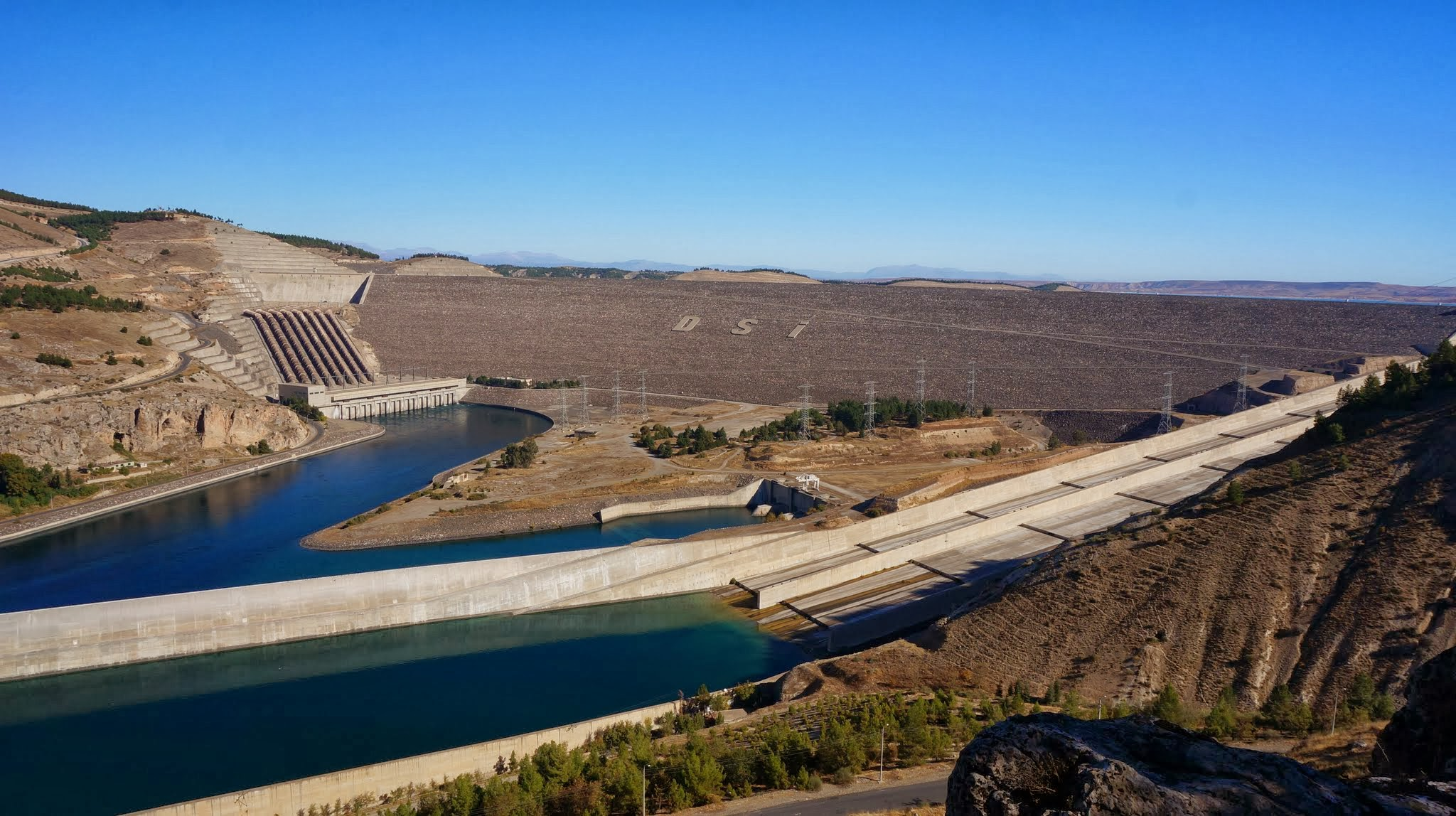
Presa de Atatürk.

Turquía ha dispuesto numerosas presas en el Éufrates y sus afluentes, siendo la principal la presa de Ataturk. Las principales obras hidráulicas, en dirección aguas abajo, son las siguientes:
- presa de Keban, finalizada en 1975, con un embalse de 675 km²;
- presa de Karakaya, finalizada en 1987, con un embalse de 268 km²;
- presa de Atatürk, finalizada en 1992, con un embalse de 817 km², por superficie, el tercer lago de Turquía;
- presa de Birecik, finalizada en 2000, con un embalse de 56,25 km²;
- presa de Karkamış, finalizada en 1999, con un embalse de 28,40 km²;
- presa de Hancagiz, en el río Nizip, finalizada en 1988, con un embalse de 7,50 km²;
- presa de Çamgazi, en el río Kuzgun, finalizada en 1998, con un embalse de 5,55 km².

#### Obras localizadas en Siria
Las principales obras hidráulicas, en dirección aguas abajo, son las siguientes:
- presa de Tichrin, finalizada en 1999;
- presa de Tabqa, finalizada en 1976, que forma el gran lago Al-Assad, con 610 km²;
- presa de al-Baath, finalizada en 1986.

#### Obras localizadas en Irak

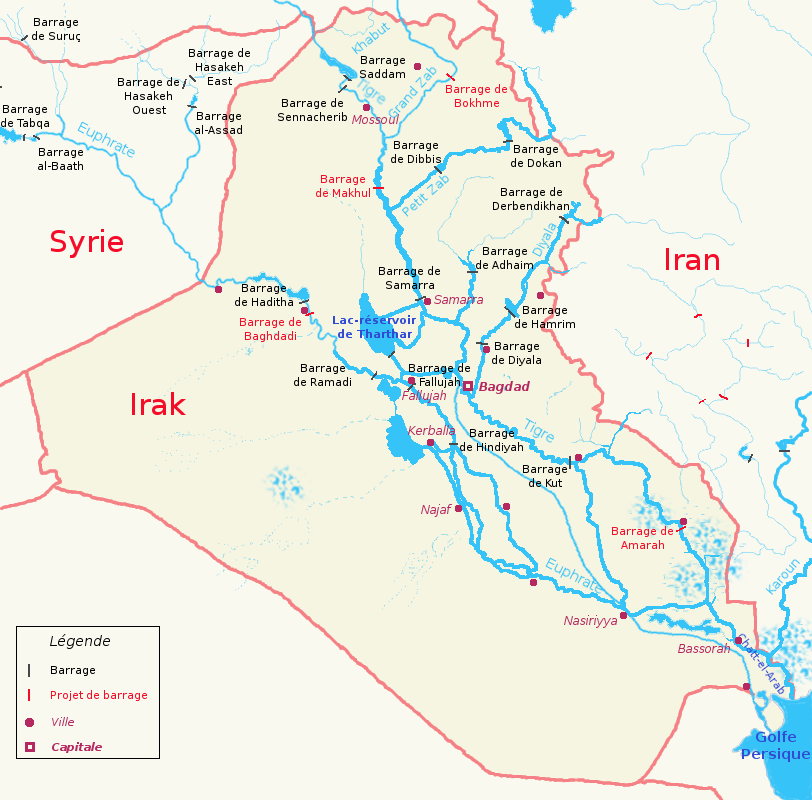
Obras hidráulicas iraquíes.

Las principales obras hidráulicas, en dirección aguas abajo, son las siguientes:
- presa de Haditha, finalizada en 1987, con un gran embalse de 500 km²;
- presa de Ramadi, que permite el embalsamiento de las crecidas en las depresiones de Habaniya y Abu Didis;
- canal Thartar-Éufrates, que permite derivar las crecidas del Tigris en el Éufrates a través del lago Thartar, con una superficie de 2710 km²;
- Tercer río, terminado en 1992, fue construido para drenar las marismas del sur, lo que permitió el control de la región chiita y el riego de nuevas tierras. Después de la guerra en Irak en 2003, los chiíes han destruido parcialmente los diques y restaurado los humedales en un 40 % (GEO N ° 322 12 2005 P128);
- presa de Hindiya.